# Idioma hahon
Hahon es una lengua austronesia de Bougainville, Papúa Nueva Guinea.